# Governatori del vicereame della Nuova Spagna
Governatori del vicereame della Nuova Spagna.
Oltre ai governatori, questa lista presenta altri uffici come gli intendenti. Intendente è un termine spagnolo e portoghese derivato dal francese Intendant. Fu introdotto dalla monarchia spagnola per mano dei Borbone, di origini appunto francesi, nel XVIII secolo. Questa lista non fa differenza tra Gobernaciones e Provincias, dato che erano in realtà due livelli di province.

## Province della Audiencia Reale di Santo Domingo
Sotto alla giurisdizione della Audiencia Reale di Santo Domingo e alla supervisione del suo presidente, con grande autonomia dal vicereame della Nuova Spagna.

### Isola di Santo Domingo
- 1492-1499 Cristoforo Colombo, come governatore e viceré delle Indie occidentali
- 1499–1502 Francisco de Bobadilla, come governatore delle Indie occidentali
- 1502–1509 Nicolás de Ovando y Cáceres, come governatore delle Indie occidentali
- 1509-1518 Diego Colombo, come governatore delle Indie occidentali fino al 1511, in seguito come viceré delle Indie occidentali
- 1526 Istituzione della Audiencia Reale di Santo Domingo
- 1536 Vicereame delle Indie acquistato dalla Corona, prima era di Luis Colón. Santo Domingo amministrata direttamente dal presidente-capitano generale della Audiencia di Santo Domingo
- 1795 La parte occidentale dell'isola è ceduta alla Francia durante la pace di Basilea. L'isola smette di essere un possedimento unicamente spagnolo.

### Isola di Cuba
- 1510 Conquistata da Diego Velázquez de Cuéllar, che ne diventa primo governatore
- 1511 I coloni creano il comune di Barbacoa per separare l'isola dal vicereame di Diego Colombo
- 1607 Il governatore diventa anche capitano generale. Pedro Váldez è il primo ad assumere questo doppio incarico
- 1765 Creazione di un'indipendente Intendenza per l'isola. Il primo intendente è Miguel de Altarriba
- 1795 L'Audiencia di Santo Domingo si sposta a Cuba, diventando l'Audiencia di Puerto Príncipe
- 1821 Il collasso del vicereame della Nuova Spagna rende l'isola di Cuba il principale possedimento spagnolo oltreoceano

### Isola di Porto Rico
- Sotto alla giurisdizione della Audiencia di Santo Domingo
- 1508 Primo insediamento fondato da Juan Ponce de León che ne diventa primo governatore
- 1511 L'isola torna al vicereame di Diego Colombo
- 1536 La Corona compra il vicereame da Luis Colón, figlio di Diego
- 1536-1545 Ogni metà dell'isola viene gestita dagli alcalde di San Juan e San Germán
- 1545 Ristabilito il governatorato
- 1580 Il governatore diventa anche capitano generale
- 1784 Il governatore diventa anche intendente
- 1821 Collasso del vicereame della Nuova Spagna. L'isola passa sotto alla giurisdizione della Audiencia di Puerto Príncipe, Cuba

### Provincia della Florida (1699-1763)
- 1565 Garantiti i diritti per comunicare direttamente col Consiglio delle Indie. Florida gestita dal presidente della Audiencia di Santo Domingo prima di passare sotto a Cuba nel 1763
- 10 febbraio 1763 Venduta alla Gran Bretagna (in cambio di Cuba); divisione in due colonie, Florida orientale e occidentale
- 9 maggio 1781 La Florida occidentale viene ripresa dalla Spagna
- 23 settembre 1783 Entrambe tornano alla Spagna (subordinate a Cuba)
- 27 ottobre 1785 Il confine settentrionale della Florida viene deciso dal trattato di San Lorenzo/Pinckney
- 22 febbraio 1819 Ceduta agli USA dal trattato di Adams-Onís

### Provincia della Nuova Andalusia
- Sotto alla giurisdizione della Audiencia di Santo Domingo fino alla creazione del vicereame della Nuova Granada nel 1739
- 1536 Creazione della provincia della Nuova Andalusia
- 1568 Unione della Nuova Andalusia con al vicina provincia di Paria; primo governatore Diego Fernández de Serpa
- 1739 Sotto alla giurisdizione della Audiencia di Bogotá per l'ambito giuridico
- 1739-1777 Sotto all'amministrazione del presidente della Audiencia di Santo Domingo
- 1777 Sotto alla giurisdizione della Audiencia di Santo Domingo per materie giuridiche; sotto alla Capitaneria Generale del Venezuela per quelle amministrative
- 1786 Sotto alla giurisdizione della Audiencia di Caracas per cose giuridiche

## Province della Nuova Spagna

### Provincia di Vera Cruz
- Sotto alla giurisdizione della Audiencia del Messico
- 1787 Intendenza di Vera Cruz, parte della Nuova Spagna
- 1821 Parte del Messico indipendente
- 1824 Trasformata nello Stato di Veracruz

#### Intendenti di Vera Cruz
- 1787 - 1790 Pedro de Corbalán
- 1790 - 1794 Pedro Fernández de Gorositza y Lorea
- 1794 - 1796 Pedro Ponce
- 1796 - 1799 Diego García Panes
- 1799 - 1810 García Dávila
- 1810 - 1812 Carlos de Urrutia y Montoya
- 1812 - 1814 Pedro Telmo Landero
- 1814 - 1815 José de Quevedo
- 1816 - 1818 José Dávila
- 1818 - 1819 Pascual Sebastián de Liñán y Dolz de Espejo
- 1819 - 1821 José Dávila

### Regno del Messico o Nuova Spagna
- Amministrata direttamente dal viceré e dalla Audiencia Reale del Messico; vedi Viceré della Nuova Spagna.

### Provincia di Puebla
- Sotto alla giurisdizione della Audiencia del Mexico
- 1787 Creazione della Intendencia di Puebla
- 1821 Parte del Messico indipendente
- 1824 Puebla trasformata nello Stato di Puebla

#### Intendenti di Puebla
- 1787 - 1811 Manuel Flón y Tejada
- 1811 - 1812 García Dávila
- 1812 Santiago de Irissari
- 1812 - 1813 Prudencio de Guadalfajara y Aguilera
- 1814 Ramón Díaz Ortega
- 1814 - 1815 José Moreno y Daioz
- 1815 - 1816 Joaquín Estévez
- 1816 - 1821 Ciriaco del Llano

### Provincia di Oaxaca
- Sotto alla giurisdizione della Audiencia del Messico
- 1521 Creato il Marchesato della valle di Oaxaca da Hernán Cortés
- 1787 Intendencia di Oaxaca, parte della Nuova Spagna
- 1821 Parte del Messico indipendente

#### Intendenti di Oaxaca
- 1787 - 1808 Antonio de Mora y Peysal
- 1808 - 1810 Antonio María Izquierdo de la Torre
- 1810 - 1814 Joseph María Lazo y Nacarino
- 1814 - 1816 Francisco Rendón
- 1816 - 1818 Antonio Basilio Gutiérrez de Ulloa
- 1818 - 1821 Francisco Rendón

### Provincia di Valladolid
- Sotto alla giurisdizione della Audiencia del Messico
- 1787 Creata l'Intendencia di Morelia
- 1821 Parte del Messico indipendente
- 1824 Valladolid trasformata nello Stato di Michoacán

#### Intendenti di Valladolid
- 1787 - 1791 Juan Antonio de Riaño y Bárcena de los Cuentos y Velarde
- 1797 - 1808 Felipe Díaz de Ortega Bustillo
- 1810 - 1821 Manuel Merino y Moreno

### Provincia di Guanajuato
- Sotto alla giurisdizione della Audiencia del Messico
- 1787 Creata l'Intendencia di Guanajuato
- 1821 Parte del Messico indipendente

#### Intendenti di Guanajuato
- 1787 - 1790 Andrés de Amat y Torosa
- 1790 - 1792 Pedro José Soriano
- 1792 - 1810 Juan Antonio Riaño y Barcena de los Cuentos y Velarde
- 1810 - 1821 Fernando Pérez Marañón

### Provincia di San Luis Potosí
- Sotto alla giurisdizione della Audiencia del Messico
- 1787 Creata l'Intendencia di San Luis Potosí
- 1821 Parte del Messico indipendente

#### Intendenti di San Luis Potosí
- 1787 - 1799 Bruno Díaz de Alcedo
- 1799 - 1800 Vicente Bernabeu
- 1800 - 1804 Onésimo Antonio Durán
- 1804 - 1805 Manuel Ampudía
- 1805 - 1809 José Ignacio Vélez
- 1809 - 1810 José Ruíz de Aguirre
- 1810 - 1821 Manuel Jacinto de Acevedo

### Provincia dello Yucatán (Mérida)
- 1517 Reclamata dalla Spagna
- 1519 Inizio della colonizzazione spagnola dello Yucatán
- 1527 - 1543 Provincia dello Yucatán, subordinata alla Nueva España
- 1543 - 1549 Subordinata alla Capitaneria Generale del Guatemala (parte autonoma del vicereame)
- 1543 - 1560 Parte della capitaneria di Gracias (Yucatán, Chiapas, Tabasco, Panama e America centrale)
- 1549 - 1550 Subordinata alla Nueva España
- 1550 - 1560 Subordinata al Guatemala
- 1560 Subordinata alla Nueva España
- 1617 Creazione della Capitaneria Generale dello Yucatán
- 1787 Creata l'Intendencia di Mérida
- 28 settembre 1821 Parte del Messico indipendente
- 1824 Yucatán trasformata in Stato

#### Governatori dello Yucatán
- 1526 - 1540 Francisco de Montejo
- 1540 - 1546 Francisco de Montejo, El Mozo
- 1546 - 1549 Francisco de Montejo
- 1549 - 1565 Alcalde di Mérida
- 1565 - 1571 Luis de Céspedes y Oviedo
- 1571 - 1573 Diego de Santillán
- 1573 - 1577 Francisco de Solís
- 1577 - 1582 Guillén de las Casas
- 1582 - 1586 Francisco de Solís
- 1586 - 1593 Antonio de Vozmediano
- 1593 - 1595 Alonso Ordóñez de Nevares
- 1595 - 1596 Pablo Higueras de la Cerda
- 1596 - 1597 Carlos Sámano y Quiñónes
- 1597 - 1604 Diego Fernández de Velasco y Enríquez de Almansa
- 1604 - 1612 Carlos de Luna y Arellano
- 1612 - 1617 Antonio de Figueroa y Bravo
- 1617 - 1619 Francisco Ramírez Briceño
- 1619 - 1620 Alcalde di Mérida
- 1620 - 1621 Arias de Losada y Taboada
- 1621 - 1628 Diego de Cardenas y Balda
- 1628 - 1630 Juan de Vargas Machuca
- 1631 - 1633 Fernando Centeño Maldonaldo
- 1633 - 1635 Jerónimo de Quero y Jiménez
- 1635 - 1636 Fernando Centeño Maldonaldo
- 1636 - 1643 Diego Zapata de Cárdenas
- 1643 - 1644 Francisco Núñez Melián
- 1644 - 1645 Enrique de Ávila Pacheco
- 1645 - 1648 Esteban de Azcárraga y Veytias
- 1648 - 1650 Enrique de Ávila Pacheco
- 1650 - 1652 García Valdés de Osorio Dóriga y Tiñeo
- 1652 - 1653 Martín Roble y Villfañe
- 1653 - 1655 Pedro Saenz Izquierdo
- 1655 - 1660 Francisco de Bazán
- 1660 - 1662 José Campero y Campos
- 1663 - 1664 Juan Francisco Esquivel y de la Rosa
- 1664 Rodrigo de Flores y Aldana
- 1664 - 1667 Juan Francisco Esquivel y de la Rosa
- 1667 - 1669 Rodrigo de Flores y Aldana
- 1669 - 1670 Frutos Delgado
- 1670 - 1672 Fernando Francisco de Escobedo
- 1672 - 1674 Miguel Cordornio de Sola
- 1674 - 1677 Sancho Fernández de Angulo y Sandoval
- 1677 - 1683 Antonio de Layseca y Alvarado de la Ronda
- 1683 - 1688 Juan Bruno Téllez de Guzmán
- 1688 - 1693 Juan José de la Bárcena
- 1693 - 1699 Roque Soberanis y Centeño
- 1699 - 1703 Martín de Usúa y Arismendi Aguirre y Vizcondo
- 1703 - 1706 Álvaro de Rivaguda Enciso y Luyando
- 1706 - 1708 Martín de Usúa y Arismendi Aguirre y Vizcondo, conde Lizárraga
- 1708 - 1712 Fernando de Meneses y Bravo de Saravia
- 1712 - 1715 Alonso de Meneses y Bravo de Saravia
- 1715 - 1720 Juan Jose de Vertiz y Ontanón
- 1720 - 1724 Antonio Cortaire y Terreros
- 1724 - 1733 Antonio de Figueroa y Silva Lasso de la Vega Ladrón del Niño de Guevara
- 1733 - 1734 Juan Fernández de Sabariego
- 1734 - 1736 Santiago de Aguirre Negro y Estrada Martínez de Maturana y Estrada
- 1736 - 1743 Manuel Ignacio Salcedo y Sierra Alta y Rado y Bedia
- 1743 - 1750 Anontio de Benevides
- 1750 - 1752 Juan José de Clou, marqués de Iscar
- 1752 - 1758 Melchor de Navarrette
- 1758 - 1761 Alonso Fernández de Heredia
- 1761 - 1762 José Crespo y Honorato
- 1762 - 1763 Antonio Ainz de Ureta
- 1763 José Álvarez
- 1763 - 1764 Felipe Ramírez de Estenoz
- 1764 - 1771 Cristóbal de Zayas
- 1771 - 1777 Antonio de Oliver
- 1778 - 1779 Hugo Ocónor Cunco y Fali
- 1779 - 1783 Roberto Rivas Betancourt
- 1783 - 1789 José Marino y Ceballos

#### Governatori-Intendenti di Mérida
- 1789 - 1793 Lucas de Gálvez
- 1793 - 1800 Arturo O' Neil y O' Kelly
- 1800 - 1811 Benito Pérez Brito
- 1812 - 1815 Manuel Artazo y Torredemer
- 1815 - 1820 Miguel Castro y Araoz
- 1820 - 1821 Mariano Carrillo y Albornoz
- 1821 Juan María Echéverri

### Provincia di Tabasco
- 1518 Reclamata dalla Spagna
- 1519 Inizio della colonizzazione spagnola del Tabasco
- 1525 Creazione della Provincia di Tabasco
- 1542 Subordinata alla Provincia dello Yucatán
- 8 settembre 1821 Parte del Messico indipendente
- 7 febbraio 1824 Tabasco trasformato in Stato

#### Alcaldes Mayor di Tabasco
- 1527 - 1528 Baltazar de Osorio Gallegos
- 1528 - 1530 Francisco de Montejo
- 1530 - 1530 Francisco de Montejo y León
- 1530 - 1535 Baltazar de Osorio Gallegos
- 1535 - 1536] Francisco de Montejo y León
- 1536 - 1536 Francisco Tercero
- 1536 - 1540 Francisco de Montejo y León
- 1540 - 1545 Juan de Ledesma
- 1545 - 1546 Marcos de Ayala Trujeque
- 1546 - 1547 Alonso de Bazán
- 1547 - 1547 Godofredo Loaisa
- 1547 - 1549 Alonso de Bazán
- 1550 - 1551 Alonso de Manrique
- 1551 - 1561 Marcos de Ayala Trujeque
- 1561 - 1579 Alonso Gómez Sotomayor
- 1579 - 1584 Vasco Rodríguez
- 1584 - 1596 Juan Ruíz de Aguirre
- 1596 - 1604 Lázaro Suárez de Córdova
- 1601 - 1619 Juan de Miranda
- 1619 - 1640 Fernando Martínez de Leyva
- 1640 - 1661 Simón Rodríguez
- 1661 - 1663 Juan del Águila
- 1663 - 1667 Francisco Maldonado de Tejada
- 1667 - 1675 Miguel Flores de Rivero
- 1675 - 1679 Diego de Loyola
- 1679 - 1680 Diego García de la Cala
- 1680 - 1682 Pedro Cámara Peña
- 1682 - 1686 Antonio del Cueto y Bracamonte
- 1686 - 1699 Francisco Benítez Maldonado
- 1699 - 1702 Julián Santiago Borrego
- 1702 - 1704 José Antonio Torres
- 1704 - 1706 Pedro Mier y Terán
- 1706 - 1708 Alonso Felipe de Andrade
- 1708 - 1714 Juan Francisco Medina Cachón
- 1714 - 1716 Graniel de Gil
- 1716 - 1720 Alonso Felipe de Andrade
- 1720 - 1725 Andrés Gordillo
- 1725 - 1728 Miguel de Lastri
- 1728 - 1730 Juan Bautista de Zigarán
- 1730 - 1733 Antonio de la Concha Puente
- 1733 - 1737 Gregorio de Lijauarzabal y Anzola
- 1737 - 1737 Antonio del Valle y Llaguno
- 1738 - 1738 Pedro de Arriyaga
- 1738 - 1742 Antonio del Valle y Llaguno
- 1742 - 1748 Manuel de la Concha Puente
- 1748 - 1748 Matías Quintana
- 1748 - 1751 José Rodríguez
- 1751 - 1752 José de Tenrevro
- 1752 - 1757 Antonio Canto
- 1757 - 1759 Esteban Gutiérrez de la Torre
- 1759 - 1760 Francisco Jiménez Meza
- 1760 - 1764 Esteban Gutiérrez de la Torre
- 1764 - 1770 Pedo Dufán Maldonado
- 1770 - 1770 Nicolás Bulfe
- 1770 - 1775 Sebastian Maldonado
- 1775 - 1776 Esteban Crespi

#### Governatori di Tabasco
- 1776 - 1783 Nicolás Bulfe
- 1783 - 1783 Francisco de Villamil
- 1783 - 1784 Manuel María Mendiguren
- 1784 - 1791 Francisco de Amuzquivar
- 1791 - 1793 Juan de Amestoy
- 1793 - 1810 Frey Miguel de Castro y Araoz
- 1810 - 1811): Lorenzo Santa María
- 1811 - 1813 Andrés Girón
- 1813 - 1814 Lorenzo Santa María
- 1814 - 1818 Francisco Heredia Vergara
- 1818 - 1820 Lorenzo Santa María
- 1820 - 1821 Ángel del Toro

## Regno della Nuova Galizia (Guadalajara)
- 1531 Nueva Galicia conquistata e creata da Nuño Beltrán de Guzmán, primo presidente della Audiencia del Messico
- 1535 Creazione del vicereame, Antonio de Mendoza primo viceré
- 1545 Creazione dell'Alcaldia Mayor della Nuova Galizia
- 1549 Creazione della Audiencia della Nuova Galizia; amministrazione affidata al presidente
- 1787 Creata l'Intendencia di Guadalajara; il presidente prende un ruolo giuridico
- 1821 Parte del Messico indipendente
- 1824 Guadalajara trasformata nello Stato di Jalisco

### Provincia di Nuova Galizia

#### Governatori-Presidenti di Guadalajara
- 1679 - 1702 Alonso de Ceballos y Villagutierre
- 1702 - 1703 Antonio Hipólito de Abarca Vidal y Valda
- 1703 - 1708 Juan de Escalante Colombres y Mendoza
- 1708 - 1716 Toribio Rodríguez de Solís
- 1716 - 1724 Tomás Terán de los Ríos
- 1724 - 1727 Nicolás Rivera y Santa Cruz
- 1727 - 1732 Tomás Rivera y Santa Cruz
- 1732 - 1737 José Barragán de Burgos
- 1737 - 1743 Francisco de Aiza, marqués del Castillo de Aiza
- 1743 - 1751 Fermín de Echevers y Subiza
- 1751 - 1760 José de Basarte y Borán
- 1760 - 1761 Francisco Galindo Quiñónes y Barrientos
- 1761 - 1764 Pedro Montesinos de Lara
- 1764 - 1771 Francisco Galinod Quiñónes y Barrientos
- 1771 - 1776 Eusebio Sánchez Pareja
- 1776 - 1777 Ruperto Vicente de Luyando
- 1777 - 1786 Eusebio Sánchez Pareja

#### Governatori-Intendenti di Guadalajara
- 1787 - 1791 Antonio de Villaurrutia y Salcedo
- 1791 - 1798 Jacobo de Ugarte y Loyola
- 1800 - 1804 José Fernando de Abascal y Sousa
- 1804 - 1805 José Ignacio Ortiz de Salinas
- 1805 - 1811 Roque Abarca
- 1811 - 1821 José de la Cruz

### Provincia di Zacatecas
- Sotto alla giurisdizione della Audiencia Guadalajara
- 1787 Creata l'Intendencia di Zacatecas
- 1821 Parte del Messico indipendente
- 1824 Trasformata nello Stato di Zacatecas

#### Intendenti di Zacatecas
- 1789 - 1792 Felipe Cleere
- 1792 - 1796 José de Peón y Valdés
- 1796 - 1810 Francisco Rendón
- 1810 - 1811 Miguel de Rivera
- 1811 José Manuel de Ochoa
- 1811 Juan José Zambrano
- 1811 - 1812 Martín de Mednina
- 1812 - 1814 Santiago de Irisarri
- 1814 - 1816 Diego García Conde
- 1816 - 1820 José de Gayangos
- 1821 - 1823 Manuel Orive y Novales

### Provincia di Nuevo Santander
- Sotto alla giurisdizione della Audiencia di Guadalajara.
- 1746 Inizio insediamenti spagnoli
- 1748 Creata la provincia di Nuevo Santander
- 1777 - 1793 Parte delle Province Interne
- 1812 - 1822 Parte delle Province Interne
- 1822 Parte del Messico indipendente come Tamaulipas.

#### Governatori di Nuevo Santander
- 31 maggio 1748 - 8 aprile 1767 José de Escandón
- 8 aprile 1767 - 20 gennaio 1768 Juan Fernando de Palacio
- 20 gennaio 1768 - 18 settembre 1769 José Rubio
- 18 settembre 1769 - 12 agosto 1777 Vicente González Santianés
- agosto 1777 - 19 febbraio 1779 Francisco de Echegaray
- 19 febbraio 1779 - 17 aprile 1779 Vacante
- 17 aprile 1779 - 21 novembre 1779 Manuel Medina
- 21 novembre 1779 - 17 febbraio 1780 Vacante
- 17 febbraio 1780 - 17 marzo 1781 Manuel Ignacio de Escandón
- 17 marzo 1781 - 20 febbraio 1786 Diego Lazaga
- 20 febbraio 1786 - 23 dicembre 1788 Juan Miguel Zozaya
- 23 dicembre 1788 - 18 giugno 1789 Melchor Vidal de Lorca
- 20 giugno 1789 - 10 settembre 1789 Juan Miguel Zozaya
- 10 settembre 1789 - 10 luglio 1790 Manuel Muñoz
- 10 luglio 1790 - 21 maggio 1800 Manuel Ignacio de Escandón
- 21 maggio 1800 - gennaio 1802 José Blanco
- gennaio 1802 - 18 aprile 1804 Francisco de Ixart
- 18 aprile 1804 - 18 settembre 1804 Pedro de Alba
- 18 settembre 1804 - 15 aprile 1811 Manuel de Iturbe e Iraeta
- 15 aprile 1811 - 1º maggio 1819 Joaquín de Arredondo
- settembre 1811 - settembre 1812 Juan Fermín de Janicotena (de facto)
- 1º maggio 1819 - 7 luglio 1821 José María Echeagaray
- 7 luglio 1821 - 22 settembre 1822 Felipe de la Garza Cisneros

### Nuovo Regno di León (Nuevo León)
- Sotto alla giurisdizione della Audiencia di Guadalajara
- 1582 Conquista del Nuevo Reino de León
- 1777 - 1793 Parte delle Province Interne
- 1821 Parte del Messico indipendente
- 1824 Trasformata nello Stato di Nuevo León

#### Governatori di Nuevo León
- 1698 - 1703 Juan Francisco de Vergara y Mendoza
- 1703 - 1705 Francisco Báez Treviño (interim)
- 1705 - 1707 Gregorio de Salinas Verona
- 1707 - 1708 Cipriano García de Pruneda
- 1708 - 1710 Luis García de Pruneda (interim)
- 1710 - 1714 Francisco Mier y Torre
- 1714 - 1718 Francisco Báez Treviño (interim)
- 1718 - 1719 Juan Ignacio Flores Mogollón
- 1719 - 1723 Francisco de Bardadillo y Vittoria
- 1723 - 1725 Juan José de Arriaga y Brambila
- 1725 - 1730 Pedro de Saravia Cortés
- 1730 - 1731 Bernardino de Meneses Monroy y Mendonza Bracamonte
- 1731 - 1740 José Antonio Fernández de Jáuregui y Urrita
- 1740 - 1746 Pedro del Barrío Junbco y Espriella
- 1746 - 1752 Vicente Bueno de la Borbolla
- 1752 - 1757 Pedro del Barrío Junbco y Espriella
- 1757 - 1759 Domingo Miguel Guajardo (interim)
- 1759 - 1762 Juan Manuel Muñoz de Villavicencio
- 1762 - 1764 Carlos de Velasco
- 1764 - 1772 Ignacio Ussel y Guimbarda
- 1772 - 1773 Francisco de Echegaray
- 1773 - 1781 Melchor Vidal de Lorca y Villena
- 1781 - 1785 Vicente González de Santianes
- 1785 - 1795 Joaquín de Mier y Noriega
- 1795 - 1805 Simón de Herrera y Leyva
- 1805 - 1810 Pedro de Herrera y Leyva
- 1810 - 1811 Manuel de Santa Maria
- 1813 Ramón Díaz Bustamante
- 1812 - 1817 Alcalde di Monterrey
- 1817 - 1818 Bernardo Villareal
- 1818 - 1821 Francisco Bruno Barrea

## Comanderia Generale delle Province Interne
- Tutte le Provincias Internas sotto alla giurisdizione della Audiencia di Guadalajara, con supervisione del viceré prima della creazione della Comanderia Generale
- 1777 Creata la Comanderia Generale delle Province Interne con autonomia dal viceré
- 1788 - 1793 Divise in Province orientali (Coahuila, Texas, Nuevo León, Nuevo Santander) e occidentali (Sonora, Nueva Vizcaya, Nuevo México)
- 1793 Nuevo León e Nuevo Santander tolte dalle Province Interne
- 1812 Nuevo Santander parte delle Province Interne
- 1813 - 1821 Ri-divise in orientali e occidentali

### Comandanti Generali
- 1777 - 1783 Teodoro de Croix
- 1783 - 1784 Felipe de Neve
- 1784 - 1786 José Antonio Rengel de Alcaraz y Páez
- 1786 - 1788 Jacobo Ugarte y Loyola
- 1793 - 1802 Pedro de Nava
- 1802 - 1813 Nemesio Salcedo y Salcedo

## Province orientali (Oriente)

### Comandanti Generali delle Province orientali
- 1788 - 1791 Juan de Uglade
- 1791 - 1793 Ramón de Castro y Gutierrez
- 1813 Simón Herrera y Leyva
- 1813 - 1817 Joaquín de Arredondo y Mioño Pelegrin y Bustamante

### Provincia di Coahuila
- Sotto alla giurisdizione della Audiencia di Guadalajara
- 1575 Parte della Nueva Vizcaya
- 23 gennaio 1691 Province di Coahuila e Texas
- 1716 Coahuila diventa provincia separata
- 1777 - 1822 Parte delle Province Interne
- 1822 Parte del Messico indipendente
- 1824 Trasformata nello Stato di Coahuila y Texas.

#### Governatori di Coahuila
- 1698 - 1703 Francisco Cuervo y Valdés
- 1703 - 1705 Matías de Aguirre
- 1705 - 1708 Martín de Alarcón
- 1708 - 1714 Simón de Padilla y Córdova
- 1714 Pedro Fermín de Echever y Subiza
- 1714 - 1716 Juan de Valdes
- 1716 - 1717 José Antonio de Eca y Múzquiz
- 1717 - 1719 Martín de Alarcón
- 1719 - 1722 José Azlo y Virto de Vera
- 1722 - 1729 Blas de la Garza Falcón
- 1729 - 1733 Manuel de Sandoval
- 1733 - 1735 Blas de la Garza Falcón
- 1735 - 1739 Clemente de la Garza Falcón
- 1739 - 1744 Juan García Pruneda
- 1744 - 1754 Pedro de Rábago y Terán
- 1754 - 1756 Manuel Antonio Bustillos y Ceballos
- 1756 - 1757 Miguel de Sesman y Escudero
- 1757 - 1759 Ángel Martos y Navarrette
- 1759 - 1762 Jacinto de Barríos y Jáguregui
- 1762 - 1764 Lorenzo Cancio Sierra y Cienfuegos
- 1764 - 1765 Diego Ortiz Parrilla
- 1765 - 1768 Jacinto de Barríos y Jáguregui
- 1768 - 1769 José Costilla y Terán
- 1769 - 1777 Jacobo de Ugarte y Loyola
- 1777 - 1783 Juan de Ugalde
- 1783 - 1788 Pedro Fueros
- 1788 - 1790 Juan Gutiérrez de la Cueva
- 1790 - 1795 Miguel Jose de Emparán
- 1795 - 1797 Juan Gutiérrez de la Cueva
- 1797 - 1805 Antonio Cordero y Bustamante
- 1805 - 1809 José Joaquín de Ugarte
- 1809 - 1817 Antonio Cordero y Bustamante
- 1817 - 1818 Antonio García de Tejada
- 1818 - 1819 José Franco
- 1819 - 1820 Manuel Pardo
- 1820 - 1822 Antonio Elosúa

### Provincia del Texas (1698-1822)
- 1682 Governata come parte di Coahuila; Sotto alla giurisdizione della Audiencia di Guadalajara
- febbraio 1685 - gennaio 1689 I francesi creano Forte Saint Louis a Matagorda Bay
- 1691 Creata la provincia di Coahuila y Texas
- c.1726 Separate Coahuila e Texas
- 1822 Provincia del Messico
- 14 ottobre 1824 Trasformata nello Stato di Coahuila y Texas.
- 15 novembre 1835 Texas governato da un Governo Provvisorio
- 2 marzo 1836 Creazione della Repubblica del Texas indipendente

### Provincia del Nuevo México (1696-1822)
- 1595 Santa Fe de Nuevo México conquistata e creata
- 1822 Parte del Messico indipendente
- 14 ottobre 1824 Creazione territorio di Santa Fe de Nuevo México

## Province occidentali (Poniente)

### Comandanti Generali delle Province occidentali
- 1788 - 1790 Jacobo Ugarte y Loyola
- 1790 - 1793 Pedro de Nava
- 1813 - 1817 Bernardo Bonavia y Zapata
- 1817 - 1821 Alejo García Conde

### Provincia di Sonora y Sinaloa
- Sotto alla giurisdizione della Audiencia di Guadalajara
- 1732 Creazione provincia di Sonora y Sinaloa (prima parte della Nueva Vizcaya)
- 1777 - 1821 Parte delle Province Interne
- 1787 Creata l'Intendencia di Sonora
- 1821 Parte del Messico indipendente
- 1824 Sonora y Sinaloa trasformata in Stato

#### Governatori di Sonora y Sinaloa
- 1734 - 1741 Manuel Bernal de Huidobro
- 1741 - 1748 Augustín de Vidósola
- 1748 - 1749 José Rafael Rodriguez Gallardo
- 1749 - 1753 Diego Ortiz de Parilla
- 1753 - 1755 Pablo de Arce y Arroyo
- 1755 - 1760 Juan Antonio de Mendoza
- 1760 - 1762 José Tiendra de Cuervo
- 1763 - 1770 Juan Claudio de Pineda
- 1770 - 1772 Pedro de Corbalán
- 1772 - 1773 Mateo Sastré
- 1773 - 1777 Francisco Antonio Crespo
- 1777 - 1787 Pedro de Corbalán

#### Governatori-Intendenti di Sonora
- 1787 - 1789 Pedro Garrido y Durán
- 1789 - 1790 Augustín de la Cuenta y Zayas
- 1790 - 1793 Enrique Gimarest
- 1793 - 1796 Alonso Tresierra y Cano
- 1796 - 1813 Alejo García Conde
- 1813 - 1817 Antonio Cordero y Bustamante
- 1818 Ignacio de Bustamante
- 1818 Manuel Fernández Rojo
- 1818 - 1819 Igancio de Bustamante
- 1819 Juan José Lombrán
- 1819 - 1821 Antonio Cordero y Bustamante

### Provincia della Nuova Biscaglia
- Sotto alla giurisdizione della Audiencia di Guadalajara.
- 1562 Creazione della provincia di Nueva Vizcaya
- 1777 - 1821 Parte della Comanderia Generale delle Province Interne
- 1786 Creata l'Intendencia di Durango
- 1821 Parte del Messico indipendente
- 1824 Nueva Vizcaya trasformata negli Stati di Durango e Chihuahua.

#### Governatori di Nueva Vizcaya
- 1698 - 1703 Juan Bautista de Larrea Palomino y Solís
- 1703 - 1708 Juan Fernández de Córdoba
- 1708 - 1714 Antonio de Deza y Ulloa
- 1714 - 1720 Juan Manuel de San Juan y Santa Cruz
- 1720 - 1723 Martín de Alday
- 1723 - 1727 José Sebastián López de Carvajal
- 1728 - 1733 Ignacio Francisco de Barrutia y Aeta Esenagucia
- 1733 - 1738 Juan José Vértiz y Ontañón
- 1738 - 1743 Juan Bautista de Belaunzarán y Zumeta
- 1743 - 1748 José Enrique de Cosío, marqués de Torre Campo
- 1748 - 1753 Jaun Francico de la Puerta y de la Barrera
- 1753 - 1761 Mateo Antonio de Mendoza Díaz de Arce
- 1761 - 1769 José Carlos de Agüero y González de Agüero
- 1769 - 1776 José de Fayni y Gálvez
- 1776 - 1784 Felipe de Barri
- 1784 - 1785 Juan Velázquez
- 1785 Manuel Muñoz
- 1785 - 1786 Manuel Flon y Tejada, conde de la Cadena

#### Governatori-Intendenti di Durango
- 1786 - 1791 Felipe Díaz de Ortega Bustillo
- 1791 - 1793 Francisco Antonio de Potau y de Colón de Portugal
- 1793 - 1796 Francisco José de Urrutia Montoya
- 1796 - 1813 Bernardo Bonavia y Zapata
- 1813 - 1817 Alejo Garcia Conde
- 1817 - 1818 Angel Pinilla y Pérez
- 1818 - 1819 Antonio Cordero y Bustamante
- 1819 - 1821 Diego García Conde

### Provincia di Las Californias
- 28 settembre 1542 Primo contatto europeo da parte di Juan Rodríguez Cabrillo
- 4 novembre 1595 Sebastián Rodríguez Cermeño reclama le coste per conto della Spagna
- 1697 Missioni costruite in Bassa California
- 1768 Inizio insediamenti spagnoli
- 3 giugno 1770 Creazione della provincia di Las Californias
- 1804 Divisione tra Alta California e Bassa
- 11 aprile 1822 Entrambe diventano parte del Messico indipendente

#### Tenenti Governatori di Las Californias
- 1768 - 9 luglio 1770 Gaspar de Portolá
- 9 luglio 1770 - 23 marzo 1774 Pedro Fages
- 23 marzo 1774 - 3 febbraio 1777 Fernando Rivera y Moncada

#### Governatori di Las Californias
- 3 febbraio 1777 - 7 settembre 1782 Felipe de Neve
- 7 settembre 1782 - 17 aprile 1791 Pedro Fages
- 17 aprile 1791 - 9 aprile 1792 José Antonio Roméu
- 9 aprile 1792 - novembre 1794 José Joaquín de Arrillaga (de facto)
- novembre 1794 - 16 gennaio 1800 Diego de Borica
- 16 gennaio 1800 - 11 marzo 1802 Pedro de Alberni (de facto)
- 11 marzo 1802 - 1804 José Joaquín de Arrillaga

## Province del Regno di Guatemala
- Sotto alla giurisdizione giuridica della Audiencia Reale del Guatemala, e sotto la supervisione amministrativa del suo presidente. Con grande autonomia dal viceré della Nuova Spagna.

### Provincia del Guatemala
- Amministrata direttamente dal presidente-capitano generale della Audiencia Real di Santo Guatemala.

### Provincia del Chiapas
- 1529 Creazione della provincia del Chiapas
- 1576 Alcaldía Mayor di Ciudad Real de Chiapa
- 1769 Divisa in Alcaldía Mayor di Ciudad Real e Alcaldía Mayor di Tuxtla
- 20 settembre 1786 Creata l'Intendencia di Ciudad Real de Chiapas
- 1821 Parte del Messico indipendente
- 1824 Provincia trasformata nello Stato di Chiapas, con l'eccezione di Soconusco

#### Tenenti Governatori del Chiapas
- 1528 - 1529 Diego de Mazariegos
- 1529 - 1531 Juan Enríquez de Guzmán
- 1531 Diego de Olguín
- 1532 - 1535 Francisco Ortés de Velasco
- 1535 - 1537 García de Padilla
- 1537 - 1540 Baltazar Guerra de la Vega
- 1540 Gonzalo de Ovalle
- 1540 García de Mendano
- 1540 - 1542 Francisco de Montejo
- 1542 - 1544 García de Mendano
- 1544 Antonio de Saz y de la Torre
- 1545 Luis de Torres Medinilla
- 1545 Francisco Ortés de Velasco
- 1545 Gonzalo de Ovalle
- 1545 - 1553 Alcalde di Ciudad Real de Chiapa
- 1553 - 1556 Antonio Alfonso Mazariegos
- 1556 - 1570 Francisco Ortés de Velasco
- 1570 Francisco del Valle Marroquín
- 1570 - 1576 Juan de Meza

#### Alcaldes Mayordi Ciudad Real de Chiapa
- 1577 - 1581 Juan de Meza
- 1582 - 1586 Gaspar de Padilla
- 1586 - 1593 Pedro Martínez
- 1593 Martín Núñez
- 1594 - 1595 Pedro Martínez
- 1596 - 1598 Alonso Bernaldez de Quiroz
- 1599 Baltazar Muriel de Valdivieso
- 1600 Bernardo Quiroz y Aguilera
- 1601 - 1610 Baltazar Muriel de Valdivieso
- 1610 - 1616 Gabriel de Loarte y Ovalle
- 1617 Pedro Urbina de Cervera
- 1617 - 1620 Agustín García de Albornoz Legaspi
- 1620 Gabriel de Orellana
- 1621 - 1627 Gabriel de Ugarte y Ayala
- 1627 Baltazar Caso
- 1628 - 1633 Juan Ruiz de Contreras
- 1633 José Sánchez Serrano
- 1634 Juan Ruiz de Contreras
- 1634 - 1638 Francisco de Ávila y Lugo
- 1638 Diego Carrillo
- 1639 Francisco de Ávila y Lugo
- 1639 - 1646 Diego de Vera Ordóñez de Villa Quirán
- 1646 - 1650 Melchor Sardo de Céspedes
- 1650 Pedro Lara de Mongrovejo
- 1650 - 1656 Alonso Vargas Zapata y Luján
- 1656 - 1660 Baltazar Caso Ponce de León
- 1660 Pedro López Ramales
- 1661 Baltazar Caso Ponce de León
- 1662 - 1666 Fernando Álvarez de Aguiar
- 1666 Pedro de Zavaleta
- 1667 Pedro Lara de Mongrovejo
- 1667 - 1670 Agustín Sáenz Vázquez
- 1670 Andrés de Ochoa Zárate
- 1671 - 1682 Juan Bautista González del Álamo
- 1682 José de Oruéta
- 1683 - 1685 Martínez de Urdaniz
- 1685 - 1693 Manuel de Mayesterra y Atocha
- 1693 - 1695 Francisco Vadillo
- 1695 Melchor de Mencos
- 1696 - 1697 Francisco Vadillo
- 1698 Francisco Astudillo Sardo
- 1698 - 1708 Martín González de Vergara y Pardo
- 1708 Gaspar de Sierra
- 1709 Manuel de Bustamante
- 1709 Francisco Ballesteros
- 1710 - 1712 Pedro Gutiérrez de Mier y Terán
- 1712 Fernando del Monge
- 1712 - 1714 Melchor Sardo de Céspedes
- 1714 - 1719 Manuel de Bustamante
- 1720 Carlos Vélez y Arriaga
- 1720 José Damián Fernández de Córdoba
- 1721 - 1724 José Damián Cruz de Córdob
- 1725 - 1728 Martín José de Bustamante
- 1728 - 1730 Antonio Varela y Moreno
- 1730 Gabriel Francisco Laguna
- 1731 Fernando del Monge
- 1732 - 1737 Pedro José Caballero
- 1734 Antonio de la Unquera y Cevallos
- 1735 - 1736 Gabriel Francisco Laguna
- 1737 Miguel Fernández Romero
- 1737 Baltazar González de Vega
- 1738 - 1743 Antonio Zuazua y Mújica
- 1744 - 1746 Juan Bautista Garracín
- 1746 - 1751 Francisco Ángel de Elías
- 1752 Juan José Bocanegra
- 1753 - 1754 José Ángel Toledo
- 1755 - 1758 Manuel Ortiz
- 1758 Miguel Ignacio Viurrum
- 1759 - 1760 Antonio de Obeso
- 1761 - 1765 Joaquín Fernández Prieto Isla y Bustamante
- 1765 - 1767 Tomás de Murga
- 1767 - 1768 Fernando Gómez de Andrade

#### Alcaldes Mayordi Ciudad Real
- 1770 - 1772 Esteban Gutiérrez de la Torre
- 1772 - 1785 Cristóbal Ortiz de Avilés
- 1785 Ignacio Coronado
- 1786 Antonio Gutiérrez de Arce
- 1786 Alonso de Vargas

#### Alcaldes Mayordi Tuxtla
- 1769 - 1777 Juan de Oliver
- 1778 - 1783 Luis de Engrava y Ovalle
- 1783 - 1786 Miguel del Pino y Martínez

#### Governatori-Intendenti del Chiapas
- 1786 - 1789 Francisco Saavedra Carbajal
- 1789 - 1794 Agustín de las Cuentas y Zayas
- 1794 Francisco Durán
- 1794 Luis Martínez
- 1795 Tomás Mollinedo
- 1796 - 1802 Antonio Norberto Serrano Polo
- 1802 - 1807 Manuel de Olazábal
- 1807 Mariano Valero
- 1807 - 1809 Tomás de Mollinedo y Villavicencio
- 1809 Manuel Junquito y Baquerizo
- 1810 Manuel Ramírez
- 1811 - 1814 Manuel Junquito y Baquerizo
- 1814 Juan Nepomuceno Batres
- 1814 Antonio Gutiérrez de Arce
- 1815 Gregorio Suasnávar
- 1816 Juan Antonio López
- 1817 - 1818 Juan María de Ancheita
- 1819 Carlos Castañón
- 1819 - 1821 Juan Nepomuceno Batres

### Provincia del Nicaragua
- 1502 Costa del Nicaragua scoperta da Cristoforo Colombo
- 1522 Primi insediamenti
- 1522 - 1538 Subordinata alla Audiencia di Santo Domingo; gestita da governatori
- 1524 Fondazione di León
- 1538 - 1544 Subordinata alla Audiencia di Panama
- 1544 Parte della Capitaneria Generale del Guatemala
- 1552 Governatorato gestito dall'Alcaldía Mayor
- 1566 Governatorato ristabilito

- 1661 - 12 settembre 1861 Protettorato britannico sulla Costa dei Miskito
- 21 agosto 1685 - 14 settembre 1685 León conquistata dai pirati di William Dampier

- 23 dicembre 1786 Creata l'Intendencia di León (comprensiva della Costa Rica)
- 15 settembre 1821 Dichiarazione di indipendenza dalla Spagna del Regno del Guatemala (Acta de Nublados)
- 28 settembre 1821 León, in attesa di sviluppi dalla Spagna, proclama la secessione dal Regno del Guatemala
- 4 ottobre 1821 Granada riafferma la sua appartenenza al Regno del Guatemala
- 12 ottobre 1821 Parte del Primo Impero messicano
- 17 aprile 1823 León si dichiara "orfana"
- 1º luglio 1823 Le Province Unite dell'America Centrale proclamano l'indipendenza dal Messico ed invitano ad unirsi le province che hanno lasciato il Regno del Guatemala
- 2 luglio 1823 León accetta l'invito
- 4 gennaio 1825 León si arrende all'autorità di Manuel Arzú, commissionato dal governo federale
- 30 aprile 1838 Punizione per la separazione dalla federazione; promulgata il 2 maggio 1838
- 28 febbraio 1854 Ristabilita la Repubblica del Nicaragua

#### Governatori del Nicaragua
- 1522 - 1524 Gil González Dávila
- 1524 - 1526 Francisco Hernández de Córdoba
- 1526 - 1531 Pedro Arias de Ávila
- 1531 - 1535 Francisco de Castañeda
- 1536 - 1544 Rodrigo de Contreras
- 1544 Diego de Herrera
- 1544 - 1552 Amministrata dalla Audiencia del Guatemala

#### Alcaldes Mayordel Nicaragua
- 1552 - 1553 Alonso Ortiz de Elgueta
- 1553 Nicolás López de Urraga
- 1553 - 1555 Juan de Cavallón
- 1555 Juan Márquez
- 1555 - 1556 Álvaro de Paz
- 1556 - 1557 Nicolás López de Urraga
- 1558 Andrés López Moraga
- 1558 - 1560 Francisco de Mendoza
- 1561 - 1564 Juan Vásquez de Coronado
- 1564 - 1566 Hernando Bermejo

#### Governatori del Nicaragua
- 1566 - 1575 Alonso de Casaos
- 1575 - 1576 Francisco del Valle Marroquín
- 1576 - 1583 Diego de Artieda y Chirino
- 1583 - 1589 Hernando de Gasco
- 1589 - 1592 Carlos de Arellano
- 1592 - 1599 Bartolomé de Lences
- 1599 - 1603 Bernardino de Obando
- 1603 - 1622 Alonso Lara de Córdoba
- 1622 Cristóbal de Villagrán
- 1622 - 1623 Alonso Lazo
- 1623 - 1625 Santiago de Figueroa
- 1625 - 1627 Lázaro de Albizúa
- 1627 - 1630 Juan de Agüero
- 1630 - 1634 Francisco de Asagra y Vargas
- 1634 - 1641 Pedro de Velasco
- 1641 - 1660 Juan de Bracamonte
- 1660 - 1665 Diego de Castro
- 1665 - 1669 Juan Salinas y Cerda
- 1669 - 1673 Antonio Temiño Dávila
- 1673 - 1681 Pablo de Loyola
- 1681 Antonio Coello
- 1681 - 1689 Pedro Álvarez Castrillón
- 1689 - 1693 Gabriel Rodríguez Bravo de Hoyos
- 1693 - 1699 Pedro Gerónimo Luis de Comenares y Camargo
- 1699 - 22 ottobre 1705 Miguel de Camargo
- 22 ottobre 1705 - 21 agosto 1721 Sebastián de Arancibia y Sasi
- 1722 - 1724 Antonio Póveda y Rivadineira
- 1724 - 1727 Tomás Marcos, duque de Estrada
- 26 gennaio 1727 - 7 luglio 1727 Antonio Póveda y Rivadineira
- 26 agosto 1727 - 1728 Pedro Martínez de Uparrio
- agosto 1728 - 1730 Tomás Marcos
- 1730 - 1736 Bartolomé González Fitoria
- 1736 - 1740 Antonio Ortiz
- 21 novembre 1740 - 1745 José Antonio Lacayo de Briones
- 1745 Francisco Antonio de Cáceres Molinedo
- 23 agosto 1745 - dicembre 1746 Juan de Vera
- dicembre 1746 - 1753 Alonso Fernández de Heredia
- 1753 - 1756 José González Rancaño
- 1756 - 1759 Melchor Vidal de Lorca y Villena
- 1759 - 1765 Pantaleón Ibáñez Cuevas
- 1765 - 1766 Melchor Vidal de Lorca y Villena
- 1766 - 1776 Domingo Cabello y Robles
- 1777 - 1782 Manuel de Quiroga
- 1779 - 1783 José de Estachería
- 1783 - 23 dicembre 1786 Juan de Ayza y Blancazo Allue y Palacín

#### Governatori-Intendenti di León (Nicaragua)
- 23 dicembre 1786 - 1789 Juan de Ayza y Blancazo Allue y Palacín
- 1789 - 1793 José Mateu y Aranda
- 1793 - 13 dicembre 1811 José de Salvador
- 13 dicembre 1811 - 1814 Nicolás García Jerez (14 dicembre 1814 - 1817 anche presidente della Junta di governo)
- 1814 - 1816 Juan Bautista Gual
- 1816 - 1818 Manuel de Beltranena
- 1818 - Apr 1823 Miguel González Saravia

#### Capi Politici Superiori e Intendenti di León
- Ufficio del Capo Politico Superiore (Jefe Político Superior) creato dalla Costituzione spagnola del 1812
- 15 settembre 1821 - 12 ottobre 1821 Miguel González de Saravia y Colarte, presidente della Junta di governo provvisoria
- 17 aprile 1823 - 4 gennaio 1825 Junta di governo provvisoria, membri:

Pedro Solís Terán (Primer Vocal)
José del Carmen Salazar Lacayo
Francisco Quiñónez
Domingo Nicolás Galarza y Briceño de Coca
Basilio Carrillo
José Valentín Fernández Gallegos (alternato)
Juan Modesto Hernández (alternato)

### Provincia della Costa Rica
- 1502 Rivendicata dalla Spagna
- 1540 Creazione della provincia di Nuevo Cartago y Costa Rica, parte del Regno del Guatemala
- 1565 Creazione della provincia della Costa Rica
- 23 dicembre 1786 Istituito il Gobierno della Costa Rica all'interno della Intendencia di León
- 12 novembre 1821 Indipendenza (Provincia della Costa Rica)
- 4 marzo 1824 - 15 novembre 1838 Stato costituente delle Province Unite dell'America Centrale
- 8 settembre 1824 Stato libero della Costa Rica
- 7 marzo 1847 Stato della Costa Rica
- 31 agosto 1848 Repubblica della Costa Rica

#### Governatori della Costa Rica
- 1568 - 1573 Parafán de Ribera
- 1574 - 1577 Alonso de Anguciana y Gamboa
- 1577 - 1590 Diego de Artieda y Chirino
- 1590 - 1591 Juan Valásquez Ramiro
- 1591 - 1592 Bartolomé de Lences
- 1592 - 1595 Gonzalo de lam Palma
- 1595 - 1599 Fernando de la Cueva
- 1600 - 1604 Gonzalo Vázquez de Coronado y Arias de Ávila
- 1604 - 1613 Juan de Ocón y Trillo
- 1613 - 1619 Juan de Mendoza y Medrano
- 1619 - 1624 Alonso del Castillo y Guzmán
- 1624 - 1630 Juan de Echáuz
- 1630 - 1634 Juan de Villalta
- 1634 - 1636 Juan de Agüero
- 1636 - 1644 Gregorio de Sandoval y González de Alcalá
- 1644 - 1650 Juan de Cháves y Mendoza
- 1650 - 1655 Juan Fernández de Salinas y de la Cerda
- 1655 - 1661 Andrés Arias Maldonaldo y Mendoza
- 1662 - 1664 Rodrigo Arias Maldonaldo
- 1664 - 1665 Juan de Obregón
- 1664 - 1674 Juan López de la Flor
- 1675 - 1681 Juan Francisco Sáenz Vázquez y Sendín
- 1681 - 1693 Miguel Gómez de Lara
- 1693 - 1698 Manuel de Bustamante y Vivero
- 1698 - 1704 Francisco Serrano de Reina y Lizarde
- 1704 - 1707 Diego de Herrera y Campuzano
- 1707 - 1712 Lorenzo Antonio de Granada y Balbín
- 1713 - 1717 José Antonio Lacayo de Briones y Palacios
- 1717 - 1718 Pedro Ruíz de Bustamante
- 1718 - 1726 Diego de la Haya y Fernández
- 1727 - 1736 Baltasar Francisco de Valderrama y Haro
- 1736 Antonio Vázquez de la Quadra
- 1736 - 1739 Francisco Antonio de Carrandi y Menán
- 1739 - 1740 Francisco de Olaechea
- 2 giugno 1740 - 5 novembre 1747 Juan Gemmir y Lleonart
- 22 novembre 1747 - 14 marzo 1750 Luis Díez Navarro (interim fino al 22 gennaio 1748)
- 1750 - 1754 Cristóbal Ignacio de Soría
- 1754 - 2 luglio 1756 Francisco Fernández de la Pástora
- 12 agosto 1756 - 24 ottobre 1757 José Antonio de Oreamuno y Vázquez Melendez (interim)
- 24 ottobre 1757 - 18 settembre 1758 José Gonzalez Rancaño (interim)
- 18 settembre 1758 - 1761 Manuel Soler (abbandonò nel 1760)
- 1761 Francisco Javier de Oreamuno y Vázquez Melendez (interim)
- 1761 Pedro Manuel de Ayerdi (interim)
- 1761 - 1764 José Antonio de Oreamuno y Vázquez Melendez (interim)
- 1764 - 1773 José Joaquín de Nava y Cabezudo (de facto fino al 3 aprile 1764)
- 1773 - 1778 Juan Fernández de Bobadilla
- 25 giugno 1778 - 23 luglio 1780 José Perié y Barros
- 23 luglio 1780 - 28 gennaio 1781 Juan Fernández de Bobadilla (interim)
- 28 gennaio 1781 - 1781 Francisco Carzo (interim)
- 11 aprile 1781 - 1785 Juan Flores (interim)
- 31 gennaio 1785 - 7 gennaio 1789 José Perié y Barros
- 7 gennaio 1789 - 1789 José Antonio de Oriamuno (de facto)
- 1789 - 1790 Juan Esteban Martínez de Pinillos (interim)
- 7 novembre 1790 - 1797 José Vázquez y Téllez
- 3 aprile 1797 - 4 dicembre 1810 Tomás de Acosta y Hurtado de Mendoza
- 4 dicembre 1810 - 10 giugno 1819 Juan de Dios de Ayala y Gudiño (governatore militare dal 3 luglio 1810)
- 10 giugno 1819 - 11 ottobre 1821 Juan Manuel de Cañas y Trujillo (interim)

## Province dell'Audiencia di Manila
- Le Indie orientali spagnole furono sotto la giurisdizione giuridica della Audiencia di Manila e sotto la supervisione amministrativa del Governatore Generale-Capitano Generale, con grande autonomia dal viceré della Nuova Spagna